# Stortinget Station
Stortinget Station (Stortinget stasjon) er en metrostation i Fellestunnelen på T-banen i Oslo. Stationen ligger under Egertorget bag Norges parlament, Stortinget.
Stortinget blev åbnet som Sentrum Station i 1977 og fungerede da som endestation for de østlige T-baner. På grund af vandskader måtte stationen imidlertid lukkes i 1983 for reparation. Den genåbnede som Stortinget i 1987 og var samtidig blevet ændret til overgangsstation mellem de østlige og vestlige T-baner, der begge fik endestation her. De vestlige T-baner endte i blindspor midt på stationen, mens de østlige vendte i en stor sløjfe rundt om den. Årsagen til at man ikke forbandt de to systemer umiddelbart var, at de østlige T-baner benyttede strømskinne, mens de vestlige benyttede køreledninger, så togene kunne ikke køre igennem.
I 1992 blev Sognsvannsbanen som den første af de vestlige T-baner omstillet til drift med strømskinne og kunne derved forbindes med Lambertseterbanen i øst. Efter nogle år med yderligere ombygninger i vest og indsættelse af tosystemstog blev der etablere gennemgående drift på alle linjer.
I dag benytter de fleste tog de to perroner i midten, der tidligere blev benyttet af de vestlige T-baner. På hver side af disse ligger en perron ved sløjfen, hvor de østlige T-baner tidligere vendte. Sløjfe og perroner bruges stadig af nogle tog, der kommer fra øst og har endestation på Stortinget. Ved at benytte sløjfen kan de skifte køreretning uden at komme i vejen for gennemgående tog.